# Prosevania parerythrothorax
Prosevania parerythrothorax är en stekelart som först beskrevs av Muzaffer 1943.  Prosevania parerythrothorax ingår i släktet Prosevania och familjen hungersteklar. Inga underarter finns listade i Catalogue of Life.